# Albert Jorquera
Albert Jorquera Fortià (Bescanó, 3 marzo 1979) è un allenatore di calcio ed ex calciatore spagnolo, di ruolo portiere.

## Statistiche

### Presenze e reti nei club
Statistiche aggiornate al 30 giugno 2009.
| Stagione          | Squadra           | Campionato        | Campionato | Campionato | Coppe nazionali | Coppe nazionali | Coppe nazionali | Coppe continentali | Coppe continentali | Coppe continentali | Altre coppe | Altre coppe | Altre coppe | Totale | Totale |
| Stagione          | Squadra           | Comp              | Pres       | Reti       | Comp            | Pres            | Reti            | Comp               | Pres               | Reti               | Comp        | Pres        | Reti        | Pres   | Reti   |
| ----------------- | ----------------- | ----------------- | ---------- | ---------- | --------------- | --------------- | --------------- | ------------------ | ------------------ | ------------------ | ----------- | ----------- | ----------- | ------ | ------ |
| 2003-2004         | Barcellona        | PD                | 2          | -2         | CR              | 0               | 0               | CU                 | 0                  | 0                  | -           | -           | -           | 2      | -2     |
| 2004-2005         | Barcellona        | PD                | 2          | -3         | CR              | 0               | 0               | UCL                | 0                  | 0                  | -           | -           | -           | 2      | -3     |
| 2005-2006         | Barcellona        | PD                | 3          | -6         | CR              | 4               | -6              | UCL                | 1                  | 0                  | SS          | 0           | 0           | 8      | -12    |
| 2006-2007         | Barcellona        | PD                | 0          | 0          | CR              | 8               | -11             | UCL                | 0                  | 0                  | SS+SU+Cmc   | 1+0+0       | 0           | 9      | -11    |
| 2007-2008         | Barcellona        | PD                | 0          | 0          | CR              | 1               | 0               | UCL                | 1                  | -1                 | -           | -           | -           | 2      | -1     |
| 2008-2009         | Barcellona        | PD                | 0          | 0          | CR              | 0               | 0               | UCL                | 1                  | -3                 | -           | -           | -           | 1      | -3     |
| Totale Barcellona | Totale Barcellona | Totale Barcellona | 7          | -11        |                 | 13              | -17             |                    | 3                  | -4                 |             | 1           | 0           | 24     | -32    |
| Totale carriera   | Totale carriera   | Totale carriera   | 7          | -11        |                 | 13              | -17             |                    | 3                  | -4                 |             | 1           | 0           | 24     | -32    |

## Palmarès

### Club

#### Competizioni nazionali
- Campionato spagnolo: 3

Barcellona: 2004-2005, 2005-2006, 2008-2009
- Supercoppa di Spagna: 2

Barcellona: 2005, 2006
- Coppa di Spagna: 1

Barcellona: 2008-2009

#### Competizioni internazionali
- UEFA Champions League: 2

Barcellona: 2005-2006, 2008-2009